# Den orange revolution
Den orange revolution (ukrainsk: Помаранчева революція) var en række protester og politiske begivenheder, der fandt sted i Ukraine fra slutningen af november 2004 til januar 2005, umiddelbart efter det ukrainske præsidentvalg i 2004, som hævdes at være præget af massiv korruption, vælgertrusler og valgsvindel. Kyiv, den ukrainske hovedstad, var omdrejningspunktet for størstedelen af demonstrationerne, hvor tusindvis af demonstranter dagligt demonstrerede. På landsplan kom revolutionen til udtryk gennem en række handlinger med civil ulydighed, sit-ins og generalstrejker organiseret af oppositionsbevægelsen.
Protesterne var foranlediget af rapporter fra flere indenlandske og udenlandske valgmonitorer samt en udbredte offentlige opfattelse af, at valgresultaterne fra præsidentvalget den 21. november 2004 mellem spidskandidaterne Viktor Jusjtjenko og Viktor Janukovitj var præget af valgsnyd til fordel for sidstnævnte præsidentkandidat, Janukovitj. Ved den oprindelige afstemningen den 21. november fik Viktor Janukovitj angiveligt 49,42% af stemmerne, mens Viktor Jusjtjenko modtog 46,69 % af de afgivne stemmer.
De landsdækkende protester resulterede i at den oprindelige afstemning (pr. 21. november 2004) blev annulleret af den Ukraines højesteret den 26. december 2004, og et nyvalg blev bebudet. Under intens kontrol af nationale og internationale observatører blev den anden afslutning erklæret for at være "fri og retfærdig". De endelige resultater viste en klar sejr til Jusjtjenko, som fik omkring 52 % af stemmerne sammenlignet med Janukovitjs 45%. Jusjtjenko blev erklæret den officielle vinder, og med hans indsættelse den 23. januar 2005 i Kyiv sluttede den orange revolution. I de følgende år havde den orange revolution en negativ konnotation blandt regeringsvenlige kredse i Hviderusland og Rusland.
Ved det efterfølgende præsidentvalget i 2010 vandt Viktor Janukovitj og efterfulgte dermed Viktor Jusjtjenko som Ukraines præsident. Her erklærede både den centrale valgkommission i Ukraine og internationale observatører, at præsidentvalget blev gennemført retfærdigt. Janukovitj blev efterfølgende – fire år senere – fordrevet fra magten og fjernet som præsident efter Euromajdan og Majdan-revolutionen i februar 2014 på Kyivs Uafhængighedsplads. I modsætning til den blodløse Orange Revolution resulterede disse protester i mere end 100 dødsfald, som hovedsageligt fandt sted mellem 18. og 20. februar 2014.